# Mistrzostwa Świata w Piłce Nożnej 2002 (eliminacje strefy CAF)
Eliminacje do Mistrzostw Świata w Piłce Nożnej 2002 w strefie CAF, które odbyły się w Korei Południowej i Japonii.  
Zostały rozegrane między 7 kwietnia 2000 a 29 lipca 2001. Brało w nich udział 50 reprezentacji. 

## Pierwsza runda

### Grupa 1
| Drużyna 1                     | Wynik dwumeczu | Drużyna 2 | Pierwszy mecz | Drugi mecz |
| ----------------------------- | -------------- | --------- | ------------- | ---------- |
| Mauretania                    | 1:5            | Tunezja   | 1:2           | 0:3        |
| Gwinea Bissau                 | 0:3            | Togo      | 0:0           | 0:3        |
| Republika Zielonego Przylądka | 0:2            | Algieria  | 0:0           | 0:2        |
| Benin                         | 1:2            | Senegal   | 1:1           | 0:1        |
| Gambia                        | 0:3            | Maroko    | 0:1           | 0:2        |

### Grupa 2
| Drużyna 1  | Wynik dwumeczu | Drużyna 2         | Pierwszy mecz | Drugi mecz |
| ---------- | -------------- | ----------------- | ------------- | ---------- |
| Madagaskar | 2:1            | Gabon             | 2:0           | 0:1        |
| Botswana   | 0:2            | Zambia            | 0:1           | 0:1        |
| Eswatini   | 1:8            | Angola            | 0:1           | 1:7        |
| Lesotho    | 0:3            | Południowa Afryka | 0:2           | 0:1        |
| Sudan      | 2:2            | Mozambik          | 1:0           | 1:2        |

### Grupa 3
| Drużyna 1                         | Wynik dwumeczu | Drużyna 2                | Pierwszy mecz | Drugi mecz |
| --------------------------------- | -------------- | ------------------------ | ------------- | ---------- |
| Wyspy Świętego Tomasza i Książęca | 2:4            | Sierra Leone             | 2:0           | 0:4        |
| Republika Środkowoafrykańska      | 1:4            | Zimbabwe                 | 0:1           | 1:3        |
| Rwanda                            | 2:4            | Wybrzeże Kości Słoniowej | 2:2           | 0:2        |
| Gwinea Równikowa                  | 2:5            | Kongo                    | 1:3           | 1:2        |
| Libia                             | 4:3            | Mali                     | 3:0           | 1:3        |

### Grupa 4
| Drużyna 1 | Wynik dwumeczu | Drużyna 2                     | Pierwszy mecz | Drugi mecz |
| --------- | -------------- | ----------------------------- | ------------- | ---------- |
| Dżibuti   | 2:10           | Demokratyczna Republika Konga | 1:1           | 1:9        |
| Seszele   | 1:4            | Namibia                       | 1:1           | 0:3        |
| Erytrea   | 0:4            | Nigeria                       | 0:0           | 0:4        |
| Somalia   | 0:6            | Kamerun                       | 0:3           | 0:3        |
| Mauritius | 2:6            | Egipt                         | 0:2           | 2:4        |

### Grupa 5
| Drużyna 1 | Wynik dwumeczu | Drużyna 2    | Pierwszy mecz | Drugi mecz |
| --------- | -------------- | ------------ | ------------- | ---------- |
| Malawi    | 2:0            | Kenia        | 2:0           | 0:0        |
| Tanzania  | 2:4            | Ghana        | 0:1           | 2:3        |
| Uganda    | 4:7            | Gwinea       | 4:4           | 0:3        |
| Etiopia   | 2:4            | Burkina Faso | 2:1           | 0:3        |
| Czad      | 0:1            | Liberia      | 0:1           | 0:0        |

## Druga runda

### Grupa A
| Lp. | Drużyna | M | Mecze | Mecze | Mecze | Bramki | Bramki | Bramki | Pkt |
| Lp. | Drużyna | M | W     | R     | P     | +      | −      | +/−    | Pkt |
| --- | ------- | - | ----- | ----- | ----- | ------ | ------ | ------ | --- |
| 1.  | Kamerun | 8 | 6     | 1     | 1     | 14     | 4      | +10    | 19  |
| 2.  | Angola  | 8 | 3     | 4     | 1     | 11     | 9      | +2     | 13  |
| 3.  | Zambia  | 8 | 3     | 2     | 3     | 14     | 11     | +3     | 11  |
| 4.  | Togo    | 8 | 2     | 3     | 3     | 10     | 13     | −3     | 9   |
| 5.  | Libia   | 8 | 0     | 2     | 6     | 7      | 19     | −12    | 2   |

### Grupa B
| Lp. | Drużyna      | M | Mecze | Mecze | Mecze | Bramki | Bramki | Bramki | Pkt |
| Lp. | Drużyna      | M | W     | R     | P     | +      | −      | +/−    | Pkt |
| --- | ------------ | - | ----- | ----- | ----- | ------ | ------ | ------ | --- |
| 1.  | Nigeria      | 8 | 5     | 1     | 2     | 15     | 3      | +12    | 16  |
| 2.  | Liberia      | 8 | 5     | 0     | 3     | 10     | 8      | +2     | 15  |
| 3.  | Sudan        | 8 | 4     | 0     | 4     | 8      | 10     | −2     | 12  |
| 4.  | Ghana        | 8 | 3     | 2     | 3     | 10     | 9      | +1     | 11  |
| 5.  | Sierra Leone | 8 | 1     | 1     | 6     | 2      | 15     | −13    | 4   |

### Grupa C
| Lp. | Drużyna  | M | Mecze | Mecze | Mecze | Bramki | Bramki | Bramki | Pkt |
| Lp. | Drużyna  | M | W     | R     | P     | +      | −      | +/−    | Pkt |
| --- | -------- | - | ----- | ----- | ----- | ------ | ------ | ------ | --- |
| 1.  | Senegal  | 8 | 4     | 3     | 1     | 14     | 2      | +12    | 15  |
| 2.  | Maroko   | 8 | 4     | 3     | 1     | 8      | 3      | +5     | 15  |
| 3.  | Egipt    | 8 | 3     | 4     | 1     | 16     | 7      | +9     | 13  |
| 4.  | Algieria | 8 | 2     | 2     | 4     | 11     | 14     | −3     | 8   |
| 5.  | Namibia  | 8 | 0     | 2     | 6     | 3      | 26     | −23    | 2   |

### Grupa D
| Lp. | Drużyna                       | M | Mecze | Mecze | Mecze | Bramki | Bramki | Bramki | Pkt |
| Lp. | Drużyna                       | M | W     | R     | P     | +      | −      | +/−    | Pkt |
| --- | ----------------------------- | - | ----- | ----- | ----- | ------ | ------ | ------ | --- |
| 1.  | Tunezja                       | 8 | 6     | 2     | 0     | 23     | 4      | +19    | 20  |
| 2.  | Wybrzeże Kości Słoniowej      | 8 | 4     | 3     | 1     | 18     | 8      | +10    | 15  |
| 3.  | Demokratyczna Republika Konga | 8 | 3     | 1     | 4     | 7      | 16     | −9     | 10  |
| 4.  | Madagaskar                    | 8 | 2     | 0     | 6     | 5      | 15     | −10    | 6   |
| 5.  | Kongo                         | 8 | 1     | 2     | 5     | 5      | 15     | −10    | 5   |

### Grupa E
| Lp. | Drużyna           | M | Z | R | P | B+ | B- | +/– | Pkt | Kwalifikacja                     |
| --- | ----------------- | - | - | - | - | -- | -- | --- | --- | -------------------------------- |
| 1   | Południowa Afryka | 6 | 5 | 1 | 0 | 10 | 3  | +7  | 16  | Awans na Mistrzostwa Świata 2002 |
| 2   | Zimbabwe          | 6 | 4 | 0 | 2 | 7  | 5  | +2  | 12  |                                  |
| 3   | Burkina Faso      | 6 | 1 | 2 | 3 | 7  | 8  | −1  | 5   |                                  |
| 4   | Malawi            | 6 | 0 | 1 | 5 | 4  | 12 | −8  | 1   |                                  |
| 5   | Gwinea            | 0 | 0 | 0 | 0 | 0  | 0  | 0   | 0   | Wykluczenie                      |

1. ↑  Gwinea została wykluczona z  eliminacji[3].